# Arthromeris lehmannii
Arthromeris lehmannii är en stensöteväxtart som först beskrevs av Georg Heinrich Mettenius, och fick sitt nu gällande namn av Ren-Chang Ching. Arthromeris lehmannii ingår i släktet Arthromeris och familjen Polypodiaceae. Inga underarter finns listade.